# INTERLIS
INTERLIS ist eine Datenbeschreibungssprache und ein Transferformat mit besonderer Berücksichtigung von Geodaten (GIS-Datenformat) und der modellbasierten Methode. Als Hauptaufgabe entwickelt man mit Interlis ein konzeptuelles Datenmodell (teilweise auch als semantisches Datenmodell bezeichnet).
Die Syntax von INTERLIS 1 lehnt sich stark an Modula-2 an. Das in der Geospatial Data Abstraction Library GDAL/OGR enthaltene Programm ogr2ogr unterstützt u. a. das Lesen und Schreiben von INTERLIS.

## Versionen
Es gibt zwei Versionen von Interlis, welche zugleich schweizerische Normen der Schweizerischen Normen-Vereinigung (SNV) sind:
- INTERLIS 1: SN 612030 – Vermessung und Geoinformation – INTERLIS Modellierungssprache und Datentransfermethode (Ausgabe:1998-11); relationale Datenmodellierung
- INTERLIS 2: SN 612031 – Vermessung und Geoinformation – INTERLIS 2 Modellierungssprache und Datentransfermethode (Ausgabe:2006-05); objektorientierte Datenmodellierung

Interlis liefert für den Datentransfer sowohl eine Modelldatei (*.ili) als auch eine Transferdatei (1: ITF, 2: XTF).

## Beispiele von INTERLIS-Datenmodellen
- INTERLIS-1-Datenmodelle: Datenmodell der Amtlichen Vermessung der Schweiz DM.01-AV-CH und kantonale Modelle mit Mehranforderungen[3]
- INTERLIS-2-Datenmodelle: Kleine Schnittstelle, schweizerisches Datenmodell zum Transfer von Liegenschaftsbeschrieb, Vollzugsgegenständen und Eigentümerdaten zwischen der amtlichen Vermessung und der Grundbuchverwaltung.
- Datenstruktur Siedlungsentwässerung VSA-DSS des Verbandes Schweizer Abwasser- und Gewässerschutzfachleute (VSA)